# Dolno Sachrane
Dolno Sachrane (bulgariska: Долно Сахране) är ett distrikt i Bulgarien.   Det ligger i kommunen Obsjtina Pavel Banja och regionen Stara Zagora, i den centrala delen av landet, 160 km öster om huvudstaden Sofia. Dolno Sachrane ligger vid sjön Koprinka.
I omgivningarna runt Dolno Sachrane växer i huvudsak blandskog. Runt Dolno Sachrane är det ganska tätbefolkat, med 58 invånare per kvadratkilometer.